# 阿布·穆罕默德·阿德纳尼
阿布·穆罕默德·阿德纳尼（阿拉伯语：‎，1977年—2016年8月30日），是极端伊斯兰恐怖主义组织“伊斯兰国”的一名领袖，曾担任“伊斯兰国”的新闻发言人。
阿德纳尼出生在叙利亚的伊德利卜省。在伊拉克战争期间，他是最早一批来到伊拉克抗击多国部队的外国人中的一员。2005年5月曾在安巴尔省被多国部队逮捕，2010年获释，后来加入“伊斯兰国”极端组织，并成为高级成员，居住于伊拉克安巴尔省的哈迪塞。他作为“伊斯兰国”的发言人，曾发表支持屠杀西方国家“异教徒”的言论。
2016年1月4日，有报导称阿德纳尼在伊拉克政府军空袭巴尔瓦纳的时候被炸伤，因大量失血被送往摩苏尔抢救。
2016年8月30日，在敘利亞北部阿勒頗省身亡，可能是被空襲炸死。